# Split (película)
Split (titulada Múltiple en España, y Fragmentado en Hispanoamérica) es una película estadounidense de terror psicológico y suspense del 2016, dirigida y escrita por M. Night Shyamalan y protagonizada por James McAvoy, Anya Taylor-Joy, Jessica Sula, Haley Lu Richardson y Betty Buckley. Shyamalan  escribió el guion referenciando en parte la historia de Billy Milligan. La filmación comenzó el 11 de noviembre del 2015 en Filadelfia, Pensilvania. Se estrenó mundialmente en el Fantastic Fest, en Texas, el 26 de septiembre de 2016, y la distribuidora Universal Pictures la estrenó el 20 de enero del 2017.[cita requerida]. Es parte de la trilogía Unbreakable.

## Argumento
Tres chicas, Claire, Marcia y Casey, son secuestradas por «Dennis», una de las veintitrés personalidades presentes en la mente de Kevin Wendell Crumb, víctima de abuso a quien se le diagnosticó trastorno de identidad disociativo.
La psicóloga de Kevin, la doctora 
Fletcher, recibe un mensaje de correo electrónico enviado por la personalidad protectora de Kevin, «Barry», quien solicita verla. Kevin ha estado en tratamiento durante los últimos años, por lo cual aparentemente está totalmente estable, cada una de sus personalidades se sienta en diferentes sillas dentro de una habitación esperando su turno  Dos «en la luz» mientras son controlados por «Barry». Las personalidades, «Dennis» y «Patricia», se mantienen fuera de la luz, debido a que ambos tienen tendencias violentas y trastorno obsesivo-compulsivo; en el caso de «Dennis», además se debe a que le gusta ver chicas desnudas. La doctora Fletcher, a través de sus estudios, ha llegado a la conclusión de que personas como Kevin pueden superar sus discapacidades al cambiar a diferentes personalidades. Más tarde, en un intento por explicar su nueva personalidad, «Dennis» (haciéndose pasar por «Barry») le recuerda acerca de una chica ciega con trastorno de doble personalidad que podía ver cuando se convertía en otra personalidad. La doctora asiste, a través de su computadora, a un congreso médico e intenta convencer a los especialistas de su hipótesis, es decir, de lo que podría ser una solución para todas las discapacidades.
Mientras tanto, en casa de Kevin, Claire y Marcia conspiran para atacar a «Dennis», pero son disuadidos por Casey quien parece tener experiencia anterior con el abuso y quiere esperar una mejor oportunidad. Las chicas infieren que algo extraño ocurre con su captor cuando «Patricia», estando bajo el foco de la luz controlada por «Hedwig», se presenta frente a las chicas y les asegura que «Dennis» tiene prohibido tocarlas porque sirven para un propósito mayor. Casey busca amistad con «Hedwig», una personalidad que pretende ser un chico de nueve años, a quien Casey astutamente «confiesa» que será también sacrificado a «La Bestia», al parecer la personalidad número veinticuatro, y accidentalmente revela que la bodega se ha reforzado recientemente para mantenerlas adentro. Casey y Marcia hacen una barricada en la puerta mientras Claire intenta arrastrarse por el yeso fresco, pero «Dennis» emerge y la detiene, y encierra a Claire en una celda separada.
«Dennis» se hace pasar por «Barry» y asiste a una cita con la doctora Fletcher, donde niega tener una urgencia, pero la doctora Fletcher observa discrepancias en su comportamiento y rápidamente se da cuenta de que «Dennis» y «Patricia» han suplantado a «Barry» como la personalidad dominante, y discuten la posibilidad de que «La Bestia» sea real. Casey y Marcia más adelante recibieron alimentos de «Patricia», quien las lleva a la cocina. Viendo una oportunidad para escapar, Marcia golpea a «Patricia» con una silla y huye, pero es capturada y colocada en una celda diferente. Casey continúa haciéndose pasar como amiga de «Hedwig», quien mencionó que tenía una ventana en su cuarto.
«Dennis» visita una vez más a la doctora Fletcher, y hablan sobre el padre de Kevin, que lo abandonó a bordo de un tren cuando era pequeño. A las otras personalidades esto les hace creer que «La Bestia» está escondida dentro del vagón de un tren. Las personalidades comenzaron a manifestarse para ayudar a Kevin a hacer frente a los abusos a los que fue sometido por su madre, quien sufría de trastorno obsesivo-compulsivo. Al llegar a la habitación de Casey, «Hedwig» lleva a Casey a su dormitorio, pero Casey se decepciona al saber que la ventana eran sólo unas hojas de papel con dibujos de la misma abierta o cerrada. Toma entonces un walkie-talkie, descubre que funciona y comienza a pedir ayuda a una voz desconocida, una persona que piensa que es una broma o que ella robó el walkie-talkie de algún compañero del zoológico, y no le cree nada y se despide. Entonces Casey es sometida por «Patricia».
Casey comienza a recordar entonces escenas de cuando fue víctima de abuso por parte de su tío John, quien se convirtió en su tutor legal después de la muerte de su padre. La primera vez que su tío abusó de ella fue en un viaje de cacería que hicieron con su padre, mientras éste dormía; en otra escena de sus recuerdos, ella está a punto de matar con una escopeta a su tío, pero titubea, y pierde la oportunidad.
La doctora Fletcher se alarma al ver el gran número de mensajes de correo electrónico de ayuda que recibe de Barry en un mismo momento. Apresurada, llega a casa de Kevin para ofrecerle ayuda. Ya adentro, comienza a sospechar que él puede atacarla, y le dice simplemente que cree que lo mejor es que se vean en su consultorio y hablen más abiertamente del tema de «La Bestia». Le pide entonces pasar al baño, lo que en realidad utiliza como pretexto para averiguar qué ocurre en esa casa. Descubre entonces a una de las chicas secuestradas (a Claire). Antes de poder ayudarla, «Dennis» la duerme como durmió a las chicas. «Dennis» aparece luego en un vagón de tren y se convierte en «La Bestia»: manifiesta una sorprendente agilidad, fuerza, resistencia y una velocidad sobrehumana. Sabiendo que la única manera de llamar a «la luz» es que el Kevin real diga su nombre completo, la doctora Fletcher lo escribe en un papel antes de ser asesinada (triturada) por «La Bestia». Mientras tanto, las chicas por separado intentan escapar de sus celdas.
«La Bestia» mata primero a Marcia y luego a Claire; mientras tanto, Casey descubre el cuerpo sin vida de la doctora Fletcher, así como el papel donde anotó el nombre completo de Kevin, lo que le sirve para llamarlo. Horrorizado por sus acciones (le pregunta a Casey qué ocurrió y quién lo hizo), Kevin le indica a Casey donde guarda su escopeta y le ordena matarlo antes de que sus personalidades comiencen a asumir el control. Las personalidades comienzan entonces a manifestarse en ese instante, una después de la otra, hasta llegar a la número 24, «La Bestia». Casey huye y logra encerrarse en una celda; luego, le dispara a Kevin a quemarropa, aunque las heridas parecen no afectarle. La voz de «La Bestia» dice que sus planes son liberar al mundo de los «impuros», aquellos cuyos corazones son impuros porque nunca han sufrido en sus vidas.
«La Bestia» está a punto de devorar a Casey cuando, de pronto, nota las numerosas cicatrices que hay en su cuerpo, y se regocija en el hecho de que ella es «pura», al igual que las veinticuatro personalidades, porque sí ha sufrido. Huye entonces del lugar. Más tarde, Casey es rescatada por uno de los compañeros de trabajo de Kevin, y al hacerlo resulta que el lugar en el que estuvo secuestrada se hallaba debajo del zoológico de Filadelfia, donde Kevin vivía y trabajaba, en el sótano del edificio de mantenimiento. El compañero de trabajo le ayuda a pasar a una choza de seguridad y le dice al oficial que llame a la policía. Casey es interrogada por una oficial, quien le pregunta si está lista para regresar a casa con su tío. Ella vacila, y no se ve lo que decide responder.
En otro escondite, «Dennis», «Patricia» y «Hedwig» ejercen control permanente sobre el cuerpo de Kevin y admiran el poder de «La Bestia» y sus planes para cambiar el mundo.
En un restaurante, los comensales escuchan la cobertura periodística de los crímenes de Kevin, que ha sido apodado «La horda». Una de los clientes observa la semejanza entre dicho apodo y el de un terrorista que usaba silla de ruedas y que fue detenido quince años atrás. Trata de recordar el nombre de ese terrorista, y un hombre sentado junto a ella se lo dice: al levantarse la mujer, vemos que se trata de David Dunn, quien le recuerda a la cliente que el terrorista había recibido el apodo de Mr Glass.

## Reparto
- James McAvoy como Kevin Wendell Crumb.
- Anya Taylor-Joy como Casey Cooke.
- Betty Buckley como la doctora Karen Fletcher.
- Haley Lu Richardson como Claire.
- Jessica Sula como Marcia.
- Kim Director como Hannah.
- Brad William Henke como el tío John.
- Lyne Renée como moderadora académica.
- Sebastian Arcelus como el señor Cooke.
- Neal Huff como el señor Benoit.
- M. Night Shyamalan como Jai.
- Bruce Willis como David Dunn (véase El protegido y Glass).

## Producción
El 26 de agosto de 2015 se anunció que M. Night Shyamalan sería el director de una película de suspense basada en su propio guion, siendo Joaquin Phoenix el que interpretaría el papel principal de la cinta. Shyamalan también produjo la película junto a Jason Blum y Marc Bienstock. El 2 de octubre del 2015, se incluyó a James McAvoy en el reparto, para interpretar el papel principal, en sustitución de Phoenix. El 12 de octubre del 2015, Anya Taylor-Joy, Betty Buckley, Jessica Sula y Haley Lu Richardson fueron incluidos al elenco. El 27 de octubre del 2015, Universal Pictures cambió la fecha de estreno de la película, y anunció que se titularía Split.

### Rodaje
El rodaje de la película inició el 11 de noviembre del 2015 en Filadelfia, Pensilvania.

### Crítica
La película recibió una calificación de 75% y un Certificado de Frescura de acuerdo al sitio Rotten Tomatoes (Tomatazos en algunas naciones de Latinoamérica).

## Lanzamiento
En un principio, la película sería estrenada el 27 de enero del 2017, pero en octubre del 2015 el estreno se adelantó una semana, y quedó programada para el 20 de enero del 2017. Se estrenó mundialmente en el Fantastic Fest, en Austin, Texas, el 26 de septiembre de 2016.

### Controversia
Split atrajo controversia por su estigmatización de la enfermedad mental. La organización benéfica australiana de salud mental SANE declaró: «Películas como esta van a reforzar una falsa noción estereotipada de que las personas que viven con enfermedades mentales complejas son intrínsecamente peligrosas y violentas». La Sociedad Internacional para el Estudio del Trauma y Disociación publicó una declaración desacreditando el estereotipo de los pacientes peligrosos del trastorno de identidad disociativa (DID) y criticar cómo se hizo la película «a expensas de una población vulnerable que lucha por ser reconocida y recibir el tratamiento efectivo que ellos merecen». Algunas personas con desorden de identidad disociativa se manifestaron en contra de la película (y su comercialización), y al mismo tiempo a favor por la representación de múltiples personalidades como atemorizantes o violentas, incluso en una carta abierta al director.

## Secuela
Split es una secuela indirecta de El protegido, película también dirigida por M. Night Shyamalan, donde se narra el origen del villano de Glass, la siguiente película de la saga, que se estrenó en enero de 2019.